# Pennatomys
Pennatomys is een uitgestorven geslacht van knaagdieren uit de Oryzomyini. Het geslacht kwam voor op Sint Eustatius, Saint Kitts en Nevis in de Kleine Antillen.

## Soorten
Het geslacht kent slechts één soort, Pennatomys nivalis.
Aegialomys · Amphinectomys · Cerradomys · Drymoreomys · Eremoryzomys · Euryoryzomys · Handleyomys · Holochilus · Hylaeamys · Lundomys · Megalomys · Megaoryzomys · Melanomys · Microakodontomys · Microryzomys · Mindomys · Neacomys · Nectomys · Nephelomys · Nesoryzomys · Noronhomys · Oecomys · Oligoryzomys · Oreoryzomys · Oryzomys · Pattonimus · Pennatomys † · Pseudoryzomys · Scolomys · Sigmodontomys · Sooretamys · Tanyuromys · Transandinomys · Zygodontomys